# Crețești, Ilfov
Crețești este un sat în comuna Vidra din județul Ilfov, Muntenia, România.